# رالي داكار
رالي داكار (المعروف سابقًا باسم رالي باريس-داكار) هو رالي سنوي تنظمه منظمة أماوري سبورت [الإنجليزية]. نُظمت معظم الأحداث منذ انطلاقه في عام 1978 من باريس في فرنسا إلى داكار في السنغال، ولكن بسبب التهديدات الأمنية في موريتانيا والتي أدت إلى إلغاء رالي 2008 أقيمت النسخ من 2009 إلى 2019 في أمريكا الجنوبية. منذ عام 2020 يقام الرالي في المملكة العربية السعودية. الحدث مفتوح أمام المشاركين الهواة والمحترفين، وعادة ما يشكل المحترفون حوالي ثمانين بالمائة من المشاركين.
الرالي هو حدث تحمّل على الطرق الوعرة. تعد التضاريس التي يجتازها المنافسون أصعب بكثير من تلك المستخدمة في الراليات التقليدية ، والمركبات المستخدمة عادةً ما تكون مركبات حقيقية للطرق الوعرة والدراجات النارية بدلاً من المركبات المعدلة على الطرق الوعرة. معظم الأقسام الخاصة التنافسية هي الطرق الوعرة، وعبور الكثبان الرملية، والطين، وبعض أنواع النباتات كالإذخر المكي، والصخور، والرَّغْنَة وغيرها. تختلف مسافات كل مرحلة مغطاة من مسافات قصيرة وحتى مسافات تصل إلى 800-900 كيلومتر (500-560 ميل) في اليوم. عادة ما تؤدي التضاريس الوعرة ونقص المهارة إلى وقوع حوادث وإصابات خطيرة.

## نبذة عن الرالي
- انطلاقة هذا السباق كانت عام 1978، وكان يبدأ من باريس حتى مدينة داكار عاصمة السنغال، وللسباق في كل سنة مسار مختلف لكنه كثيراً ما ينتهي في داكار، وفي عام 2008، كان يمر على الجزائر ثم المغرب، فألغي السباق بسبب التهديدات من قبل بعض الجماعات، ومقتل عدد من السياح الفرنسيين في موريتانيا قبيل انطلاقة نسخة 2008، وتقرر نقله إلى أمريكا الجنوبية في عام 2009، وهي المرة الأولى التي يجري فيها السباق خارج أوروبا وأفريقيا.
- وهو سباق مفتوح للهواة والمحترفين على حد سواء، وعادة ما يشكل الهواة نسبة 80% من المشاركين.
- تصل مدة السباق إلى أربعة عشر يوماً، وتختلف مسافة كل يوم وقد تصل إلى 900 كلم في اليوم الواحد، يقطع فيها المشاركون أراضٍ شديدة الوعورة تتراوح ما بين الأراضي الطينية والجبال الصخرية والكثبان الرملية.

## طريق الرالي
يفترض في رالي باريس داكار أن يبدأ في باريس وينتهي في داكار، (كما يتضح من اسمه) ولكن حصلت تغييرات في محطات الانطلاق والنهاية على مدى تاريخ هذا السباق.

## قائمة تاريخية بطرق الرالي
- 1979–1980: باريس داكار
- 1981–1988: باريس الجزائر داكار
- 1989: باريس تونس داكار
- 1990–1991: باريس طرابلس داكار
- 1992: باريس كيب تاون
- 1993: باريس داكار
- 1994: باريس داكار باريس
- 1995–1996: غراندا داكار
- 1997: داكار أغادير داكار
- 1998: باريس غرناطة داكار
- 1999: غرناطة داكار
- 2000: داكار القاهرة
- 2001: باريس داكار
- 2002: آراس مدريد داكار
- 2003: مارسيليا شرم الشيخ
- 2004: كليرمون فيران داكار
- 2005: برشلونة داكار
- 2006-2007: لشبونة داكار
- 2008: تم إلغاء السباق
- 2009: بيونس‌ آيرس فالباريسو بيونس‌آيرس
- 2010: بيونس‌آيرس أنتوفجاستا بيونس‌آيرس
- 2012: الأرجنتين - تشيلي
- 2013: بيرو - الأرجنتين - تشيلي
- 2014: الأرجنتين - بوليفيا - تشيلي
- 2015: الأرجنتين - تشيلي - بوليفيا
- 2016: الأرجنتين - بوليفيا
- 2017: باراغواي- بوليفيا - الأرجنتين
- 2018: بيرو - الأرجنتين - بوليفيا
- 2019: بيرو
- 2020: السعودية
- 2021: السعودية

## المركبات المشاركة في الرالي
تتنافس في الرالي ثلاث فئات : فئة الدراجات وفئة السيارات وفئة الشاحنات، وتحصل في هذا الرالي منافسات طاحنة بين مصنعي السيارات ويستغلون هذا الرالي لإظهار متانة سياراتهم وأيضا كحقل اختبار لها لغرض تعديلها للأفضل.

## فئة الدراجات

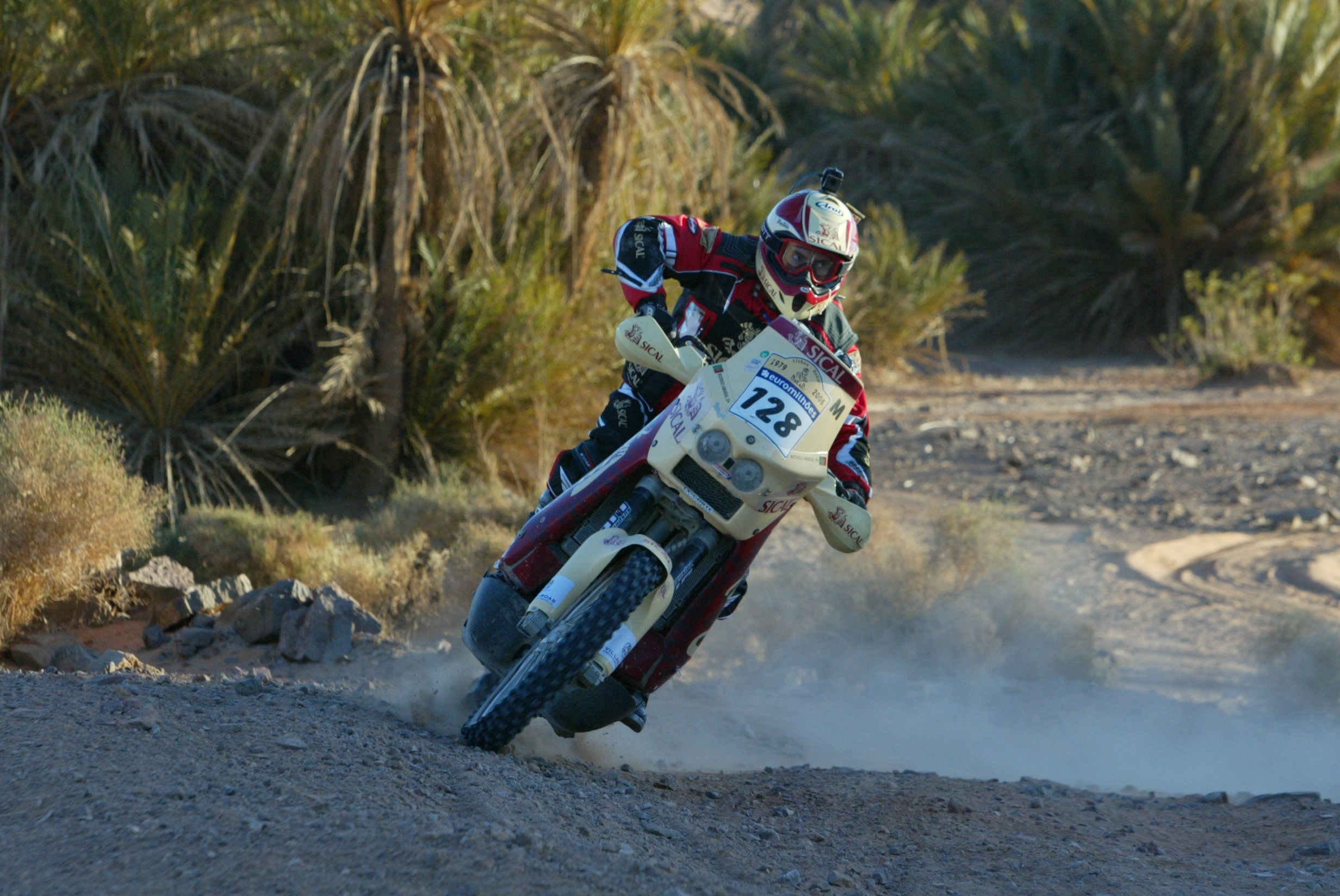

وهي مقسمة إلى عدد من الفئات الفرعية حسب حجم محرك الدراجة، الأقل من 450 سم مكعب والأكثر من ذلك وفئة الماراثون وغيرها. وتسيطر KTM كي تي إم على السباقات الأخيرة بعد أن كانت ياماها هي المتسيدة.

## فئة السيارات
تتكون من المركبات الأقل من وزن 3500 كلم، تشتمل على ثلاث مجموعات فرعية T1 (السيارات القياسية)، T2 (سيارات المعدلة)، وT3 وهي فئة مفتوحة الوزن. وألغيت الـ T3 مؤخراً وضمت إلى فئة الشاحنات.
وقد شاركت في هذا الرالي مجموعة من أعظم شركات صناعة السيارات في العالم مثل لاند روفر، رنج روفر، رينو، رولز رويس، فولكس واجن، مرسيدس، لادا، بورش، ميتسوبيشي، بيجو، سيتروين، هامر، نيسان.. وتبسط ميتسوبيشي سطوتها على الرالي وذلك بسيارتها الباجيرو حيث حازت على المركز الأول في 12 سباقاً منها 7 على التوالي من عام 2001 وحتى 2007.

## فئةالشاحناتT5 T6

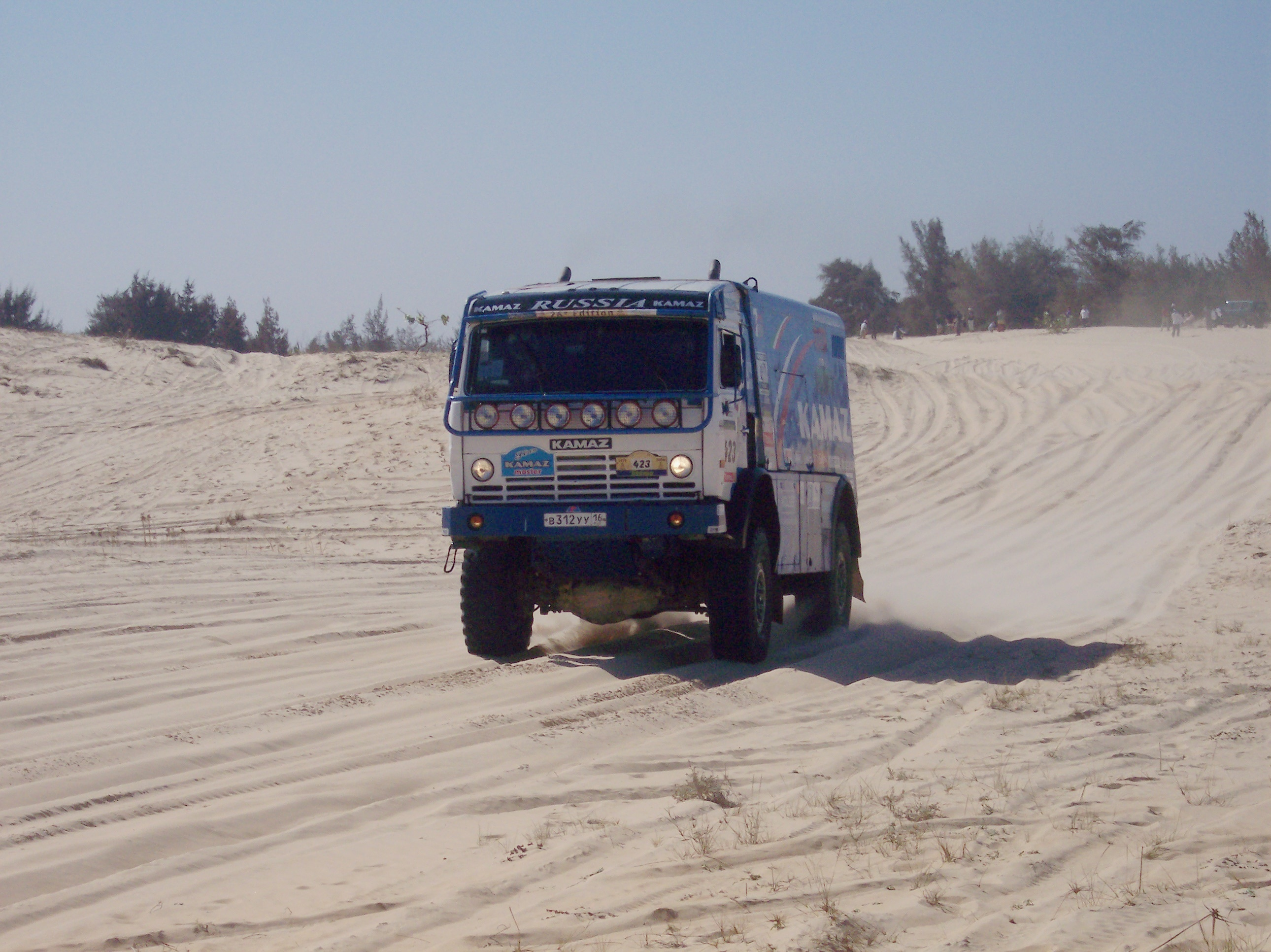

وهي المركبات الأثقل من 3500 كيلو جرام، وتشارك في هذه الفئة عدد من الشركات المصنعة للشاحنات مثل تاترا، LIAZ [الإنجليزية]، كاماز، هينو، مان، داف ،مرسيدس بنز، رينو، سكانيا، إيفيكو.و تسيطر كاماز على السباقات الأخيرة.

## إنجازات العرب في رالي داكار

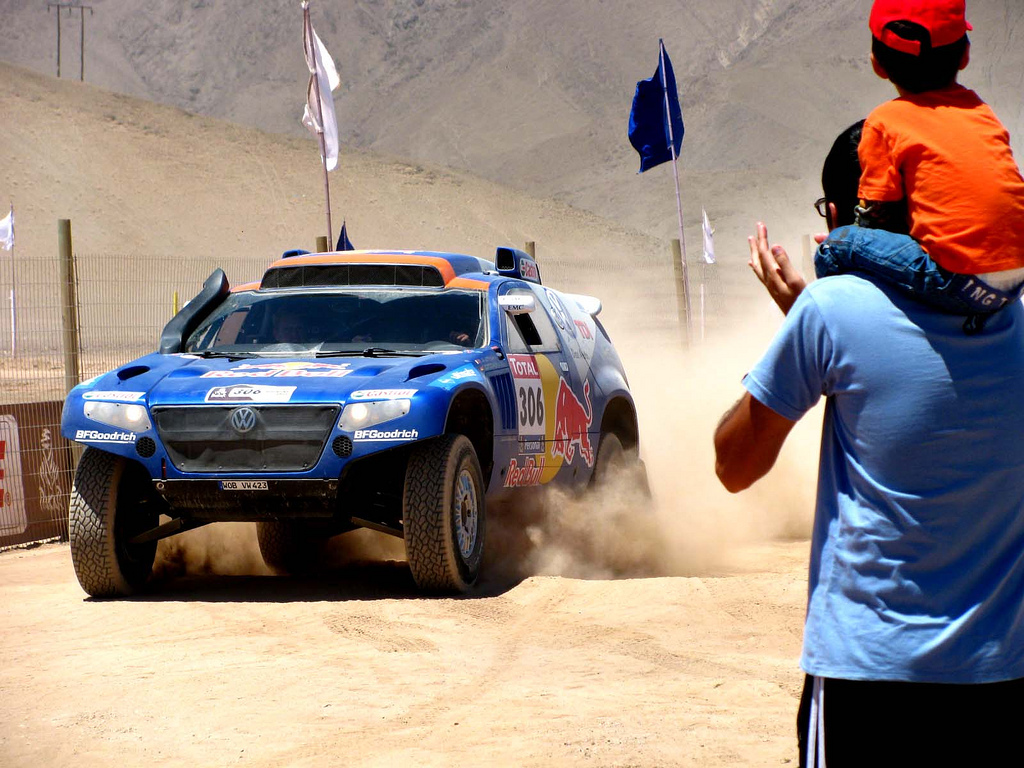
ناصر العطية على متن فولكسواجن في رالي 2010

- حقق الجزائري، (أتوات) رفقة مساعديه (بوكريف) و(كلوة) المركز الأول في رالي باريس داكار سنة 1980 فئة الشاحنات على متن شاحنة جزائرية الصنع سوناكوم.
- حقق القطري ناصر العطية المركز الأول في رالي الأرجنتين 2011.
- حقق القطري ناصر العطية المركز الثاني في رالي الأرجنتين 2010.
- حقق القطري سعيد الهاجري المركز السادس في رالي باريس داكار 2002.
- حقق القطري ناصر العطية المركز الأول في رالي الأرجنتين 2015.[7]
- حقق السعودي يزيد الراجحي المركز الأول في رالي المملكة العربية السعودية 2025

## قائمة الفائزين
يزيد الراجحي 2025 
مصدر: 
| السنة | السيارات                           | السيارات                           | الدرجات                            | الدرجات                            | الشاحنات                                         | الشاحنات                           | الطريق                           |
| السنة | السائق الملاح                      | الصانع                             | القائد                             | الصانع                             | السائق                                           | الصانع                             | الطريق                           |
| ----- | ---------------------------------- | ---------------------------------- | ---------------------------------- | ---------------------------------- | ------------------------------------------------ | ---------------------------------- | -------------------------------- |
| 2020  | كارلوس ساينز لوكاس كروز            | Mini John Cooper Works Buggy       | Ricky Brabec [الإنجليزية]          | Honda CRF 450 Rally                | Andrey Karginov Andrey Mokeev Igor Leonov        | Kamaz 43509                        | جدة– الرياض– القدية              |
| 2019  | ناصر العطية Matthieu Baumel        | Toyota Hilux Dakar                 | توبي برايس                         | كي تي إم 450 Rally                 | Eduard Nikolaev Evgeny Yakovlev Vladimir Rybakov | كاماز 43509                        | ليما– ليما                       |
| 2018  | ساينز                              | بيجو                               | ماتياس واكنر                       | كي تي ام                           | إدوارد نيكولاييف                                 | كاماز                              | بيرو - الأرجنتين - بوليفيا       |
| 2017  | ستيفن بيترهانسل                    | بيجو                               | سام سندرلاند                       | كي تي ام                           | إدوارد نيكولاييف                                 | كاماز                              | باراغواي - بوليفيا - الأرجنتين   |
| 2016  | ستيفن بيترهانسل                    | بيجو                               | توبي برايس                         | كي تي ام                           | جيرار دي روي                                     | إيفكيو                             | الأرجنتين - بوليفيا              |
| 2015  | ناصر العطية                        | ميني                               | مارك كوما                          | كي تي ام                           | عيرات ماردييف                                    | كاماز                              | الأرجنتين - تشيلي - بوليفيا      |
| 2014  | ناني روما                          | ميني                               | مارك كوما                          | كي تي ام                           | أندرى كارجينوف                                   | كاماز                              | الأرجنتين - بوليفيا - تشيلي      |
| 2013  | ستيفن بيترهانسل                    | ميني                               | سيريل ديبريه                       | كي تي ام                           | إدوارد نيكولاييف                                 | كاماز                              | بيرو - الأرجنتين - تشيلي         |
| 2012  | ستيفن بيترهانسل                    | ميني                               | سيريل ديبريه                       | كي تي ام                           | جيرار دي روي                                     | إيفكو                              | الأرجنتين - تشيلي                |
| 2011  | ناصر العطية تيمو غوتشوك            | فولكس فاغن طوارق                   | مارك كوما                          | كي تي ام                           | فلاديمير                                         | كاماز                              | بيونس آيرس-انتوفقاستا-بيونس آيرس |
| 2010  | ساينز كروز                         | فولكس فاغن طوارق                   | ديبريه                             | كي تي ام                           | فلاديمير                                         | كاماز                              | بيونس آيرس-انتوفقاستا-بيونس آيرس |
| 2009  | جينيل دي فيليرز ديرك فون           | فولكس فاغن طوارق                   | مارك كوما                          | كي تي ام                           | فردوس كبيروف                                     | كاماز                              | بيونس آيرس-فالباريسو-بيونس آيرس  |
| 2008  | لأسباب أمنية ألغي الرالي هذه السنة | لأسباب أمنية ألغي الرالي هذه السنة | لأسباب أمنية ألغي الرالي هذه السنة | لأسباب أمنية ألغي الرالي هذه السنة | لأسباب أمنية ألغي الرالي هذه السنة               | لأسباب أمنية ألغي الرالي هذه السنة |                                  |
| 2007  | ستيفن بيترهانسل جين باول           | ميتسوبيشي باجيرو                   | سيريل ديبريه                       | كي تي ام                           | هانس ستايسي                                      | مان                                | داكار-لشبونة                     |
| 2006  | لويس الفاند جليس بيكارد            | ميتسوبيشي باجيرو                   | كوما                               | كي تي ام                           | فلاديمير                                         | كاماز                              | لشبونة-داكار                     |
| 2005  | ستيفن بيترهانسل جيان باول          | باجيرو                             | ديبريه                             | كي تي ام                           | فردوس كارباوف                                    | كاماز                              | برشلونه داكار                    |
| 2004  | بيترهانسل جين باول                 | باجيرو                             | روما                               | كي تي ام                           | فلاديمير                                         | كاماز                              | كليرمون فيران داكار              |
| 2003  | هيروشي ماسوكا اندريا شولز          | ميتسوبيشي باجيرو                   | رتشارد ساينكت                      | كي تي ام                           | فلاديمير                                         | كاماز                              | مارسيليا شرم الشيخ               |
| 2002  | هيروشي ماسوكا باسكال               | ميتسوبيشي باجيرو                   | فارباريزو                          | كي تي ام                           | فلاديمير                                         | كاماز                              | آراس مدريد داكار                 |
| 2001  | كلاينشمنت اندريا شولز              | ميتسوبيشي باجيرو                   | فارباريزو                          | كي تي ام                           | كارل لوبرايز                                     | تاترا                              | باريس داكار                      |
| 2000  | شليسر هنري                         | شليسر رينو بقي                     | رتشارد سينيه                       | بي ام دبليو                        | فلاديمير                                         | كاماز                              | باريس داكار القاهرة              |
| 1999  | شليسر فيليب مونيه]]                | شليسر رينو بقي                     | ريتشارد سينيه                      | بي ام دبليو                        | لوبرايز                                          | تاترا                              | غرناطة-داكار                     |
| 1998  | جيان بيار فونتيه جيلس بيكار        | ميتسوبيشي باجيرو                   | بيترهانسل                          | ياماها                             | كارل لوبرايز                                     | تاترا                              | باريس غرناطة داكار               |
| 1997  | شينوزوكا هنري ماجن                 | ميتسوبيشي باجيرو                   | بيترهانسل                          | ياماها                             | بيرت رايف                                        | هينو                               | داكار الجزائر داكار              |
| 1996  | بيير لارتيج مايكل بيرن             | ستروين                             | ايدي اوريلي                        | ياماها                             | فيكتور                                           | كاماز                              | غرناطة داكار                     |
| 1995  | بيير لارتيج مايكل بيرن             | ستروين                             | بيترهانسل                          | ياماها                             | كارل لوبرايز                                     | تاترا                              | غرناطة داكار                     |
| 1994  | بيير لارتيج مايكل بيرن             | ستروين                             | ادي اوريلي                         | Cagiva                             | كارل لوبرايز                                     | تاترا                              | باريس داكار باريس                |
| 1993  | برونو س دومنيك س                   | ميتسوبيشي باجيرو                   | س بيتر هانسل                       | ياماها                             | فرانسيسكو بيرليني                                | بيرليني                            | باريس داكار                      |
| 1992  | هوبيرت أ فيليب م                   | ميتسوبيشي باجيرو                   | س بيتر هانسل                       | ياماها                             | فرانسيسكو بيرليني                                | بيرليني                            | باريس سرت كيب تاون               |
| 1991  | آري ف برونو ب                      | ستروين                             | س بيتر هانسل                       | ياماها                             | هوسات                                            | بيرليني                            | باريس طرابلس داكار               |
| 1990  | آري ف برونو ب                      | بيجو                               | إدي أو                             | Cagiva                             | فيللا                                            | بيرليني                            | باريس طرابلس داكار               |
| 1989  | آري ف برونو ب                      | بيجو                               | جيلاس ل                            | هوندا                              |                                                  |                                    | باريس تونس داكار                 |
| 1988  | ج كانكونين ج بيرونين               | بيجو                               | ايدي اوريولي                       | هوندا                              | كارل ل                                           | تاترا                              | باريس الجزائر داكار              |
| 1987  | آري ف بيرنارد ج                    | بيجو                               | سيريل ن                            | هوندا                              | جان دي روي                                       | داف                                | باريس الجزائر داكار              |
| 1986  | رينيه م دومينيك ل                  | بورشه                              | سيريل ن                            | هوندا                              | فيسمارا                                          | ميرسيدس                            | باريس الجزائر داكار              |
| 1985  | ب زانيولي جان دا                   | ميتسوبيشي باجيرو                   | جاستون ر                           | بي ام دبليو                        | كابيتو                                           | ميرسيدس                            | باريس الجزائر داكار              |
| 1984  | رينيه م دومينيك ل                  | بورشه                              | جاستون ر                           | بي ام دبليو                        | Pierre Lalleu                                    | ميرسيدس                            | باريس الجزائر داكار              |
| 1983  | جاكي آ كلاودي ب                    | ميرسيدس                            | هوبرت ا                            | بي ام دبليو                        | جورجس ج                                          | ميرسيدس                            | باريس الجزائر داكار              |
| 1982  | كلاودي م بيرنارد                   | رينو                               | سيريل ن                            | هوندا                              | جورجس ج                                          | ميرسيدس                            | بارس الجزائر داكار               |
| 1981  | رينيه م بيرانرد ج                  | رنج روفر                           | هوبير ا                            | بي ام دبليو                        | ادريان ف                                         | ALM/ACMAT                          | باريس داكار                      |
| 1980  | فريدي ك جيرد                       | فولكس فاجن                         | سيريل ن                            | ياماها                             | أ توات                                           | سوناكوم                            | باريس داكار                      |
| 1979  | إليان ج جوزيف ت                    | رنج روفر                           | سيريل ن                            | ياماها                             | لا شاحنات                                        | لا شاحنات                          | باريس داكار                      |